# Слободанка Пековић
Слободанка Пековић (Косовска Митровица, 1942) српска је научна радница и историчарка књижевности јеврејског порекла.

## Биографија
Слободанка Пековић, рођена је у Косовској Митровици 1942. године од оца Синише и мајке Маре, рођене Калдерон. Основну школу и гимназију завршила је у Београду. Дипломирала је на Филолошком факултету у Београду, на групи за Општу књижевност са теоријом књижевности. Магистрирала је 1972. године са радом на тему „Фантастика у делима Е. Т. А. Хофмана и Е. А. Поа” Докторирала је 1988. године са радом на тему „Књижевни рад Вељка Милићевића”
Слободанка Пековић је од 1966. године била запослена у Институту за науку и књижевност (ИКУМ) који се налази у згради Вукове задужбине у улици Краља Милана бр. 2. Првобитно је радила на пројекту Речник књижевних термина као секретар пројекта и редакције, затим на пројекту Историја српске књижевне критике, па на пројекту Историја српске књижевне периодике. За научног саветника овог института изабрана је 2003. године. Као стручњак из области историје српске књижевности, држала је предавања и у иностранству, пре свега у Бугарској (Софија), Италији (Торино) и Немачкој (Хамбург). Објавила је низ значајних дела из области историје српске књижевности, историје српске женске штампе. Истакла се и као приређивач неких значајних дела из српске књижевности 19. и 20. века. Аутор је бројних значајних научних и стрчних радова из области историје српске књижевности. Значајан је њен допринос осветљавању лика и дела заборављене српске књижевнице Јелене Ј. Димитријевић, захваљујући ком је ова заборављена Српкиња отргнута од заборава. Иако у пензији, Слободанка Пековић и даље неуморно ради и објављује радове из области историје српске књижевности.

## Објављена дела

### Ауторске књиге
- „Српска проза почетком 20. века”, Београд, 1987.
- „Основни појмови модерне”, Београд, 2002.
- „Исидорини ослонци”, Београд, 2009.
- „Књижевност у функцији принуде”, Београд, 2010.
- „Часописи по мери достојанственог женскиња : женски часописи у Србији на почетку 20. века”, Београд, 2015.

### Приређене књиге
- „Јелена Ј. Димитријевић Писма из Ниша. О харемима”, Београд-Горњи Милановац, 1986.
- „Тренуци Данице Марковић : зборник радова”, Институт за књижевност и уметност, Београд; Градска библиотека "Владислав Петковић Дис" Чачак, 2007.
- „Исидора Секулић”, Нови Сад : Издавачки центар Матице српске, 2011.
- „Књига о Његошу Исидоре Секулић” , Нови Сад : Издавачки центар Матице српске, 2014